# 堀井良殷
堀井 良殷（ほりいよしたね、1936年2月 - ）は公益財団法人関西・大阪21世紀協会
前理事長（現顧問）、一般社団法人心学明誠舎理事長、大阪財団社団連合会会長、日本放送協会(NHK)元理事・元大阪放送局長、歴史研究家。日本記者クラブ会員、畿央大学相談役理事、国立民族学博物館元外部評価委員、関西SDGsプラットフォーム顧問、「民都・大阪」フィランソロピー会議顧問。公益財団法人大槻能楽堂評議員、一般社団法人うるわしの桜井をつくる会会長、ツバル友好協会名誉会長、NPO法人奈良21世紀フォーラム
元会長(現特別顧問）、奈良県立畝傍高校同窓会金鵄会前会長(現顧問）。同人誌『千里眼』(千里文化財団編集・運営）世話人。

## 略歴
奈良県桜井市に1936年（昭和11年）2月26日、二・二六事件の当日に生まれる。実家は纏向遺跡に近い300年続く農家で、江戸時代は織田有楽斎始祖の芝村藩支配人を務めた。代々、水車でそうめんの製粉を副業としたが、現在は遺構や家屋が国の登録有形文化財に登録されている。（文化遺産オンライン「堀井家住宅長屋門」「堀井家住宅離れ」参照）
奈良県立畝傍高校を経て東京大学教育学部・新聞研究所を卒業、日本放送協会(NHK)に入り新潟港からの北朝鮮帰還船第一号の取材にあたる。その後アメリカ特派員時代に沖縄返還協定のテレビ調印式の公式ディレクターや、ニクソン訪中テレビ中継の日本代表ディレクターを務める。昭和天皇の天皇として初めてのアメリカ合衆国訪問に随行してテレビ代表取材をした。昭和天皇崩御の時は編成局長としてNHK波を中断、臨時ニュースに切り替え、特別編成の指揮を執った。また報道番組ディレクターとして「現代の映像」「新日本紀行」「特集番組」を制作、「謎の一瞬」で世界ドキュメンタリーコンクールイタリア賞グランプリ受賞、世界16か国で放送された。また「リトルトーキョー」で日本芸術祭優秀賞、「ある総合商社の挫折」のプロデューサーとして日本新聞協会賞など受賞多数。
大阪放送局長、理事・営業総局長、国会担当などを経て退職。1999年より財団法人大阪21世紀協会（現 公益財団法人 関西・大阪21世紀協会）理事長。関西経済同友会水都大阪推進委員長として水の都復活運動を提案推進、関係者の協力で大阪の川岸の風景は一変し、世界第一級の景観となり多大の経済効果をもたらした。
2009年同協会の抜本的なリストラ改革を断行、新しく2013年上方文化芸能推進事業を継承、2014年万博記念基金事業を継承し、政令によって指定される公益団体にまとめ上げた。また2003年より石門心学を学ぶ江戸時代からの学問塾心学明誠舎の理事長となり、商業倫理を説く心学の再興と普及に努めている。なにわの歴史を通覧する『なにわ大阪興亡記』をはじめ、『なにわ大坂をつくった100人』上・中・下３巻の編著、戦後満州からの引き上げ者の苦難を描いた『公枝』など歴史に関する著書がある。
宗教は浄土宗で巻向山常善寺檀家総代を務めるほか、明日香岡本寺の責任役員をつとめ定期的にはがき法話を書いている。  

## 著書
- なにわ大阪興亡記（PHP文庫）
- 公枝 －４８年目の真実―（日本文学館）
- なにわ大坂をつくった100人[12]【上・中・下】編著（澪標社）
- Expo70への道（創流社）
- 春秋隋録－雲起こるを見るー（千里文化財団）
- 心をみがく　編著（心学明誠舎）
- 論文掲載：関西経済論（大阪府立大学経済学部）
- インタビュー掲載冊子：  ◎矜持ある人人（金融財政事情研究会）  ◎ニュースジャーナル（奈良テレビ）  ◎大阪力 part4（新風書房）  ◎こんな人あんな人（大阪日日新聞）
- 主なＮＨK制作ドキュメンタリー[13] （NHKアーカイブス より）  ◎謎の一瞬  ◎リトルトーキョー  ◎EXPO70への道 6回シリーズ  ◎現代映像―命との対決、乾舷ゼロ、白ろうの指、鶏と豚と人間  ◎新日本紀行－吉野  ◎ある総合商社に挫折（チーフプロデューサー）